# Brasilicereus estevesii

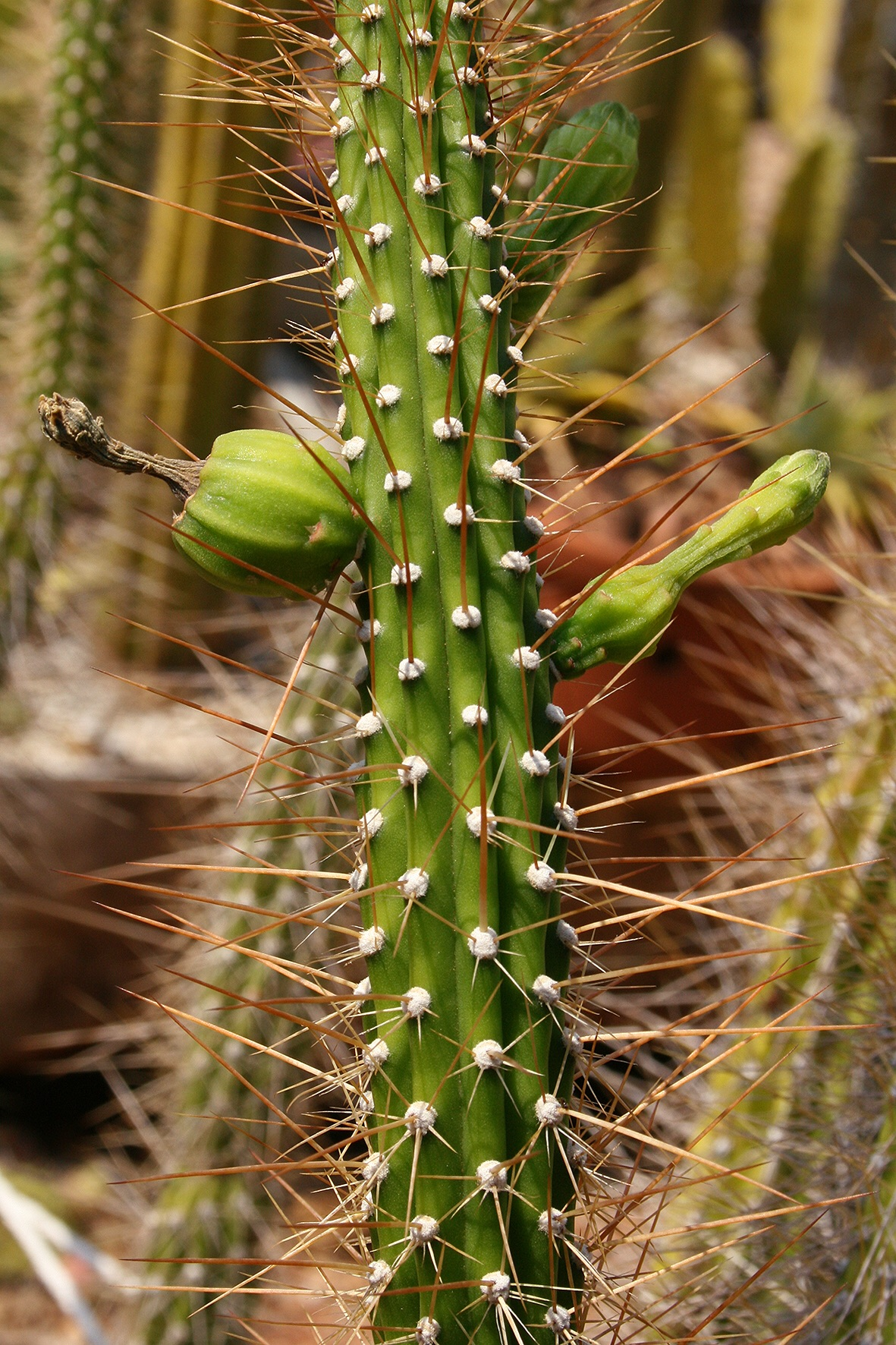
Bragaia estevesii, Holotypaufsammlung mit Früchten

Brasilicereus estevesii ist eine Pflanzenart aus der Gattung Brasilicereus in der Familie der Kakteengewächse (Cactaceae). Das Artepitheton estevesii ehrt Eddie Esteves Pereira (1939–2022).

## Beschreibung
Brasilicereus estevesii wächst meist von der Basis schwach verzweigt strauchig, aufrecht, an der Basis leicht verholzt. Die grünen Triebe sind zylindrisch und werden bis 4 m lang, bleiben meist aber deutlich kürzer. Die Triebe haben 10–12 stumpfe Rippen und sind zuweilen dicht nadelartig, gelblich, bräunlich bedornt.
Die Blüten öffnen sich nachts und werden von Fledermäusen bestäubt. Sie werden im oberen Triebabschnitt lateral ausgebildet, sind schlank trichterförmig, leicht beschuppt, mit extrafloralen Nektardrüsen, grün, gelb bis rot. Die Blütenblätter sind grünweiß bis weiß. Auffallend ist die starke Einschnürung oberhalb des Perikarpells. Die Frucht bleibt klein, kugelig bis leicht oval, 15–19 mm lang, 6–8 mm breit, nackte Beere, mit transparenter Pulpa. Die helmförmigen schwarzen Samen sind mit 1,5–1,8 mm vergleichsweise groß.

## Verbreitung und Systematik
Brasilicereus estevesii ist in Nordost-Brasilien verbreitet. Sie wächst in der Caatinga in einem kleinen Gebiet des nordwestlichen Bundesstaates Bahia.
Die Erstbeschreibung als Bragaia estevesii erfolgte 2009 durch Eddie Esteves Pereira, Andreas Hofacker und Pierre Josef Braun. Nigel Paul Taylor und Marlon C. Machado stellten die Art 2011 in die Gattung Brasilicereus.